# Fort Johnson North
Fort Johnson North est une census-designated place (CDP) située dans la paroisse de Vernon et l'État de Louisiane, aux États-Unis. Elle compte 2 864 habitants en 2010 et fait partie de l'aire statistique micropolitaine de Fort Johnson South.
D'après le Bureau du recensement des États-Unis, la CDP s'étend sur 8,1 milles carrés (21 km2), sans étendue d'eau.